# Phil Silvers
Pour les articles homonymes, voir Silvers.
Phil Silvers est un acteur américain né le 11 mai 1911 à New York, dans l'État de New York (États-Unis), et mort le 1er novembre 1985 à Los Angeles (Century City), en Californie.

## Biographie
Phil Silvers est né Philip Silver ou Philip Silversmith le 11 mai 1911 à Brooklyn New York dans le quartier populaire de Brownsville, il est le huitième et le plus jeune enfant des immigrants juifs russes. Ses frères et sœurs sont Lillian, Harry, Jack, Saul, Pearl, Michael et Reuben Silver. Son père, un tôlier, a aidé à construire les premiers gratte-ciel de New York.
Il commence à divertir à l'âge de 11 ans quand il chante dans les théâtres. À l'âge de 13 ans il travaille comme chanteur dans la Gus Edwards Revue, puis travaille dans des vaudevilles et joue des scènes burlesques. Il travaille ensuite dans des courts métrages pour le studio Vitaphone comme Ups and Downs (1937) et à Broadway où il fait ses débuts dans le spectacle éphémère Yokel Boy en 1939.
Phil Silvers a été marié deux fois, à Jo-Carroll Dennison et à Evelyn Patrick. Ses deux mariages se sont terminés par un divorce. Il a eu cinq filles, Candace, Cathy, Laurie, Nancey, et Tracey Edythe, toutes avec sa deuxième épouse, Evelyn Patrick. 
Comme son ami Ernie Bilko, il était un joueur compulsif (jeu pathologique) et souffrait également de dépression chronique. Il a souffert d'une dépression nerveuse en 1962 alors qu'il se produisait en Espagne. Pendant son séjour à Reno au Nevada dans les années 1950, il jouait souvent toute la nuit. Un soir près du lac Tahoe au Nevada, il passe une nuit entière à jouer au craps jusqu'à ce qu'il perde tout son argent.

## Filmographie
- 1937 : Ups and Downs : Charlie the tailor
- 1937 : Here's Your Hat
- 1938 : The Candid Kid
- 1940 : En avant la musique (Stripe up the band) : Pitch Man
- 1940 : Hit Parade of 1941 : Charlie Moore
- 1941 : The Wild Man of Borneo : Murdock, Side Show Barker
- 1941 : Le Châtiment (The Penalty) de Harold S. Bucquet : 'Grapevine' Hobo
- 1941 : Ses trois amoureux (Tom Dick and Harry) : Ice Cream Man
- 1941 : Ice-Capades : Larry Herman
- 1941 : The Wild Man of Borneo de Robert B. Sinclair
- 1941 : Lady Be Good : Master of Ceremonies
- 1941 : Jimmy s'en va-t-en guerre (You're in the Army Now) de Lewis Seiler : Breezy Jones
- 1942 : Échec à la Gestapo (All Through the Night) de Vincent Sherman : Louie, at Charlie's restaurant
- 1942 : La Folle Histoire de Roxie Hart (Roxie Hart) : Babe
- 1942 : Mon amie Sally (My Gal Sal) : Wiley
- 1942 : Swing au cœur (Footlight Serenade) : Slap
- 1942 : Six destins (Tales of Manhattan) : Santelli Brother (restored sequence)
- 1942 : Le Témoin disparu (Just Off Broadway) de Herbert I. Leeds : Roy Higgins
- 1943 : L'Île aux plaisirs (Coney Island) : Frankie
- 1943 : La Fille et son cow-boy (A Lady Takes a Chance) : Smiley Lambert (bus tour director)
- 1944 : Four Jills in a Jeep de William A. Seiter : Eddie
- 1944 : la Reine de Broadway (Cover Girl) : Genius
- 1944 : Take It or Leave It : Phil Silvers
- 1944 : Quand l’amour manœuvre (Something for the Boys) de Lewis Seiler : Harry Hart
- 1945 : Broadway en folie (Diamond Horseshoe) de George Seaton : Blinky Miller
- 1945 : Don Juan Quilligan : 'Mac' MacDenny
- 1945 : Aladin et la lampe merveilleuse (A Thousand and One Nights) : Abdullah
- 1946 : If I'm Lucky (en) de Lewis Seiler : Wally M. Jones
- 1950 : La Jolie fermière (Summer Stock) : Herb Blake
- 1954 : Top Banana (en) d'Alfred E. Green : Jerry Biffle
- 1954 : Lucky Me de Jack Donohue : Hap Schneider
- 1959 : Keep in Step (TV) : Sgt Ernest G 'Ernie' Bilko / Himself
- 1960 : The Slowest Gun in the West (TV) : Fletcher Bissell III, The Silver Dollar Kid
- 1962 : Marilyn Monroe - les Derniers Jours : Insurance Salesman
- 1962 : Des ennuis à la pelle : Bernie Friedman
- 1963 : Un monde fou, fou, fou, fou (It's a Mad Mad Mad Mad World) de Stanley Kramer : Otto Meyer
- 1963 : The New Phil Silvers Show (série TV) : Harry Grafton (1963-64)
- 1966 : Le Forum en folie (A Funny Thing Happened on the Way to the Forum) : Marcus Lycus
- 1967 : Damn Yankees! (TV) : Mr.Applegate
- 1967 : Petit guide pour mari volage (A Guide for the Married Man) de Gene Kelly : Technical Advisor (Realtor)
- 1967 : Follow That Camel : Sergeant Nocker
- 1968 : Buona sera Madame Campbell (Buona Sera, Mrs. Campbell) : Phil Newman
- 1970 : Du vent dans les voiles (The Boatniks) : Harry Simmons
- 1971 : Eddie (TV) : Eddie Skinner
- 1975 : L'Homme le plus fort du monde (The Strongest Man in the World) de Vincent McEveety : Krinkle
- 1976 : Won Ton Ton, le chien qui sauva Hollywood (Won Ton Ton, the Dog Who Saved Hollywood) de Michael Winner : Murray Fromberg
- 1977 : The New Love Boat (TV) : Morris Beckman
- 1977 : The Night They Took Miss Beautiful (en) (TV) : Marv Barker
- 1977 : The Chicken Chronicles : Max Ober
- 1978 : Le Privé de ces dames (The Cheap Detective) : Hoppy
- 1979 : Racquet : Arthur
- 1979 : Goldie and the Boxer (TV) : Wally
- 1980 : The Happy Hooker Goes Hollywood (en) d'Alan Roberts : Warkoff
- 1980 : There Goes the Bride de Terry Marcel (en) : Psychiatrist